# Bonze

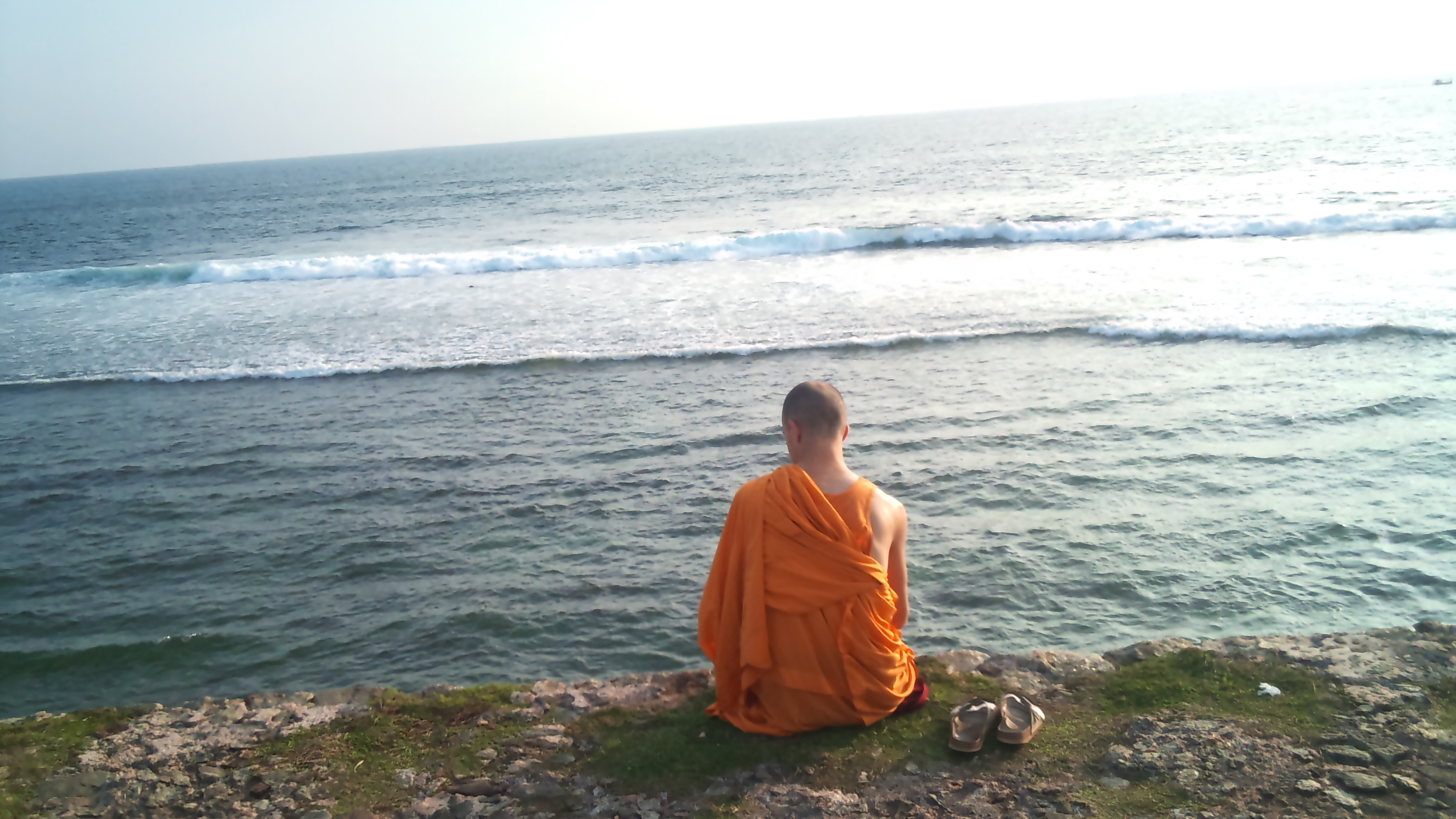
Un bonze sri-lankais.

Un bonze est un prêtre, un moine ou une moniale bouddhiste (bhikṣu, féminin bhikṣuṇī) de l'Asie du Sud-Est.
Il est devenu usuel au XVIIIe siècle dans les discussions portant sur les religions orientales.

## Étymologie
Le mot « bonze » (au féminin [emploi très rare] : « bonzesse » ou « bonzelle ») provient du portugais bonzo, issu du japonais 凡僧 (bonzō), « moine ordinaire, humble et itinérant », du chinois médiéval 凡 (bjom), « ordinaire », et 僧 (song), « moine bouddhiste ». Le terme utilisé en japonais est cependant 坊主 (bōzu).